# René Martineau (écrivain)
Pour les articles homonymes, voir René Martineau et Martineau.
René Martineau, né le 20 décembre 1866 et mort en juin 1948, est un biographe, critique et écrivain français, et bibliophile.

## Biographie
Il fut l'ami de Jehan Rictus et de Léon Bloy, parmi d'autres. "La première fois que je vis Léon Bloy, ce fut à la gare de Lagny, en 1901." 
C'est lui qui décida Joseph Bollery à créer Les Cahiers Léon Bloy en 1924.

## Œuvres
- Un Vivant et Deux Morts (bibliographie). Tours, 1901.
- Tristan Corbière. Mercure de France, 1904.
- Emmanuel Chabrier. Dorbon aîné, 1910.
- Un Vivant et Deux Morts (2nd édition). Lettres françaises, 1914.
- Promenades biographiques. Librairie de France, 1920.
- Léon Bloy (Souvenirs d'un Ami). Librairie de France, 1921. Lire en ligne